# EHC Freiburg
EHC Freiburg – niemiecki klub hokejowy z siedzibą we Fryburgu Bryzgowijskim.

## Historia
Pierwotnie działał pod nazwą ERC Freiburg (założony 30 stycznia 1961). W 1984 dokonano przemianowania na EHC Freiburg.
Do 2011 zespół występował w 2. Bundeslidze.
23 maja 2013 zmarł dotychczasowy trener drużyny, z pochodzenia Czech, Thomas Dolak.
W 2015 klub podjął występy w DEL2, które wygrał w 2016.

## Sukcesy

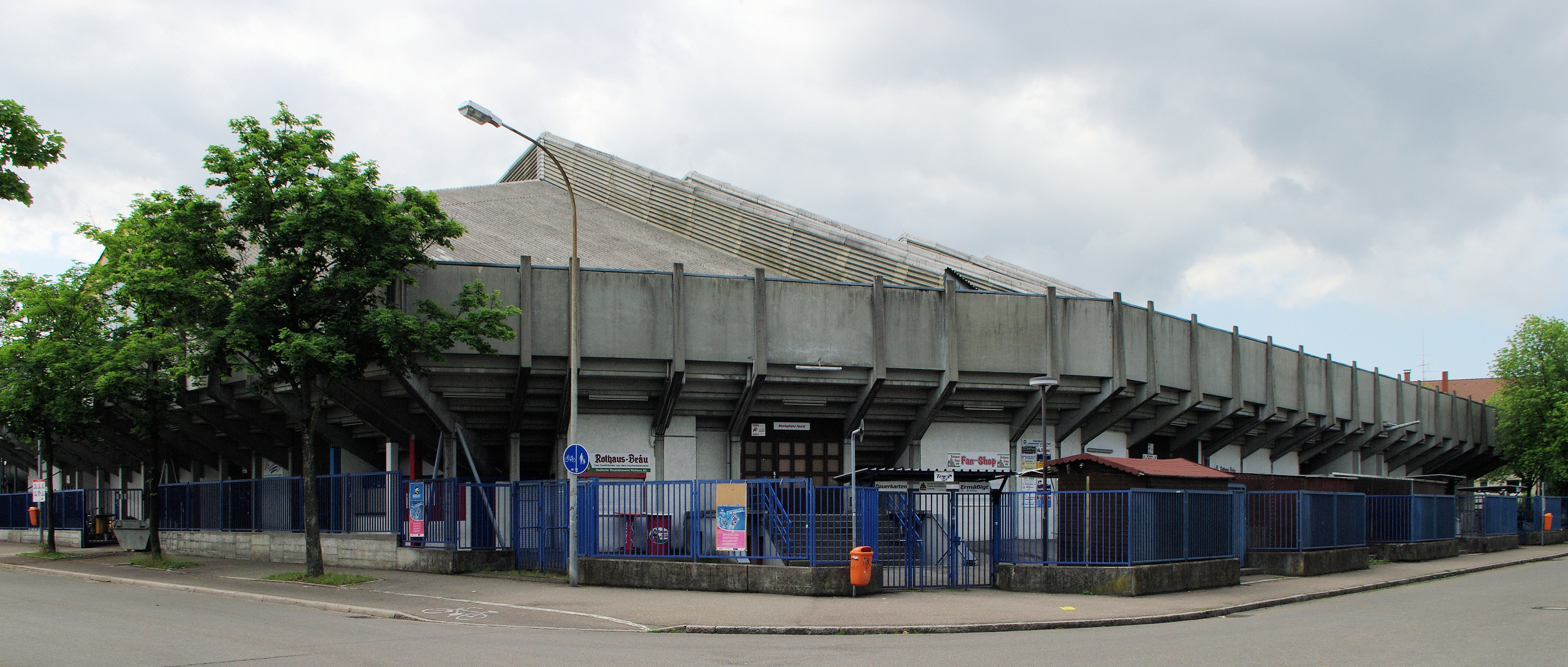
Lodowisko Franz-Siegel-Halle

- Mistrzostwo 2. Bundesligi: 1981, 1983, 1987, 1988, 2003
- Awans do 1. Bundesligi: 1979, 1981, 1983, 1988
- Awans do niemieskiej ekstraklasy: 1987, 2003
- Puchar DEB: 1984
- Mistrzostwo Regionalliga Süd-West: 2012
- Mistrzostwo Oberligi: 2015
- Mistrzostwo Niemiec juniorów: 2003, 2008